# Лі Вон Кук
Лі Вон Кук (кор. 이원국; ханча: 李元國; 13 квітня 1907, Хансон (нині Сеул) — 2 лютого 2003, Арлінгтон, Вірджинія, США) — південнокорейський майстер бойових мистецтв, який 1944 року заснував школу 청도관 (Chung Do Kwan), одну з перших «кванів» (шкіл) сучасного тхеквондо. Отримав високі ранґи в стилях Tang Soo Do і Shotokan, автор «Tae Kwon Do Handbook» (1968), викладач генерацій майстрів, зокрема Чой Хонг Хі.

## Біографія

### Раннє життя та освіта
Лі Вон Кук народився 13 квітня 1907 року в районі Хансон міста Кьонджу (нині Сеул), що на той час був під японською окупацією. У 1926 році вступив на юридичний факультет Чюо-університету в Токіо, де познайомився з карате шотокан під керівництвом Ґічин Фунакоші та його сина Гіґо Фунакоші. Після закінчення навчання відвідав Окінаву та Китай, вивчаючи місцеві школи бойових мистецтв.

### Повернення до Кореї та заснування Chung Do Kwan
У 1944 році отримав дозвіл від японського генерал-губернатора на викладання карате в Кореї та відкрив перший доянґ у районі Сеодаему́н міста Сеул. Школу назвав Chung Do Kwan («Школа блакитної хвилі») — символізм спокою й потужності. Після звільнення Кореї 1945 року школа переїхала до приміщення церкви в Кюнчі-донґ через політичну нестабільність.

## Стиль і внесок

### Tang Soo Do та перехід до Taekwondo
Лі Вон Кук запровадив термін «Tang Soo Do» (唐手道) — буквальний корейський переклад японського «Karate-Do», використовуючи ханча 唐 (Tang) замість 唐 (China) для уникнення прямої вказівки на Китай. Школа Chung Do Kwan поєднувала шотоканівські катá з характерними високими ударами та киками. У 1955 році під егідою Корейської асоціації бойових мистецтв Tang Soo Do почав трансформацію в сучасне тхеквондо.

### Публікації
У 1968 році Лі опублікував «Tae Kwon Do Handbook», що стало першим систематизованим посібником із технік і філософії тхеквондо.

## Учні та наступники
Серед відомих учнів Лі — Чой Хонг Хі, який 1966 року заснував ITF (International Taekwon-Do Federation), Сон Дек Сон, Су Чонґ Кан, Ум Вун Кі та інші, котрі поширили тхеквондо в Європі, Америці та Азії.

## Пізні роки та спадщина
1976 року емігрував до США, оселившись в Арлінгтоні (Вірджинія), де продовжував викладати та консультувати школи тхеквондо в районі Вашингтона. Помер 2 лютого 2003 року від ускладнень пневмонії в Арлінгтонському госпіталі. Його школа Chung Do Kwan лишається найстарішою з дев’яти засновних кванів, що сформували сучасне тхеквондо.

## Філософія та визнання
- **Філософія**: мужність, чесність, повага та самовдосконалення — кожен учень підписував присягу на прихильність кодексу школи[16].
- **Визнання**: вважається «батьком» корейського карате й одним із засновників тхеквондо; нагороджений численними королівськими та державними відзнаками Кореї та США.

## Зовнішні посилання
- Lee Won-kuk на англійській Вікіпедії
- ITF – International Taekwon-Do Federation
- Chung Do Kwan Official Site